# Al-Kasra (Aleppo)
Al-Kasra (arab. الكسرة) – wieś w Syrii, w muhafazie Aleppo. W 2004 roku liczyła 614 mieszkańców.